# Wiernsheim
Wiernsheim est une commune de Bade-Wurtemberg (Allemagne), située dans l'arrondissement d'Enz, dans l'aire urbaine Nordschwarzwald, dans le district de Karlsruhe.

## Jumelages
- New Harmony (États-Unis) depuis 1980
- Pinasca (Italie) depuis 1982
- Ayancık (Turquie) depuis 1998